# Der Millionenbauer
Der Millionenbauer ist eine Fernsehserie des Bayerischen Rundfunks. In der ersten Staffel 1979 entstanden sieben, in der zweiten Staffel 1986/1987 noch einmal sechs Folgen zu je 45 Minuten. Letztere wurden 1988 im Vorabendprogramm der ARD erstmals gesendet. Regie führte Georg Tressler, das Drehbuch schrieb Franz Geiger.

## Inhalt
Der Boom Ende der 1970er-Jahre benötigt Bauland für neue Satellitenstädte. Im Münchner Osten erzielt der Bauer Josef Hartinger mit dem Verkauf seiner Äcker ein kleines Vermögen. Er gibt die Landwirtschaft auf und lebt von den erlösten Millionen.
Josef Hartinger erkauft seinen Kindern Existenzen: Martin wird Getränkehändler und Tochter Monika bekommt einen kleinen Friseursalon. Aber der Älteste, Andreas, ist mit Leib und Seele Bauer, ein Bauer ohne Ackerland. Andreas beschließt nach Kanada auszuwandern und ohne sein Wissen kauft ihm sein Vater eine Ranch.
Spät erkennt Hartinger, dass Spekulanten ihn mit einem Butterbrot abgespeist haben. Wie so viele hatte er seine Heimat verkauft.
In der zweiten Staffel der Serie schickt sich Hartinger an, eine Karriere als Politiker zu machen und bewirbt sich um das Amt des Bürgermeisters.

## Produktion
Gedreht wurde auf dem Anwesen auf dem Kaisersberg in der Gemeinde Anzing.
Die zweite Staffel wurde ab 1986 gedreht und zwei Jahre später im Vorabendprogramm der ARD ausgestrahlt. Die Besetzung blieb gleich, jedoch wird als nahegelegener Ort nicht mehr Anzing verwendet.

## Staffel 1
| Folge | Titel                       |
| 01    | Ein besseres Leben          |
| 02    | Ein Jugendfreund            |
| 03    | Goldene Berge               |
| 04    | Herzkasperl                 |
| 05    | Italienische Hochzeit       |
| 06    | Auswanderer                 |
| 07    | Ein Mann unseres Vertrauens |

## Staffel 2
| Folge | Titel                |
| 08    | Schöne Aussichten    |
| 09    | Ein Heimkehrer       |
| 10    | Viel Feind, viel Ehr |
| 11    | In Amt und Würden    |
| 12    | Schöne Bescherung    |
| 13    | Der Schmuh           |

## DVD
Alle Folgen sind am 12. Oktober 2007 bei Pixis Medien auf DVD erschienen.